# Jarče Polje
Jarče Polje – wieś w Chorwacji, w żupanii karlowackiej, w gminie Netretić. W 2011 roku liczyła 127 mieszkańców.